# Emerson (azienda)
Emerson Electronics S.p.A., meglio nota come Emerson, è stata un'azienda italiana produttrice di elettronica di consumo con sede a Firenze. 

## Storia

### Dalla Saccardi Radio alla Emerson Electronics (1929-1968)
Le origini dell'azienda risalgono al 1929, quando su iniziativa del signor Aldobrando Saccardi fu fondata a Firenze, la ditta individuale Saccardi Radio, con sede in via Porta Rossa 39/r, che iniziò le sue attività come agente esclusivo Radiotelefunken, come concessionario e riparatore di altri marchi (Phonola, Magnadyne, Geloso, etc.) e con la costruzione artigianale di piccole radio a valvole.
Nel marzo 1950, nella società del Saccardi fece ingresso un altro socio, il dottor Cesare Campagnano, e trasformata in SICART, avviò una collaborazione con la statunitense Emerson Radio & Phonograph Corp.. SICART, con sede in viale Fratelli Rosselli 61, licenziataria di Emerson e sua distributrice esclusiva per l'Italia, commercializzò apparecchi radiofonici e televisori (assemblati con i telai importati dagli Stati Uniti) con l'omonimo marchio prodotti dalla ditta Fabbriche Riunite Placcato Oro di Casalmaggiore, in provincia di Cremona. La SICART avrebbe poi ospitato, dagli anni sessanta fino alla sua chiusura, l'assistenza e la vendita Europhon.  
Nel 1956, la ditta fu trasformata in società per azioni ed assunse la ragione sociale Emerson Electronics S.p.A.. Furono successivamente avviate le attività industriali autonome dalla casa madre americana, con la produzione radio, televisori, giradischi e vari componenti elettronici, che inizialmente era di 60-70 pezzi al giorno, e la sede cambiò più volte fino a localizzarsi in via Bardazzi, nella zona di Novoli.  L'azienda ebbe momenti floridi attorno al 1961-63, e nel 1968, acquistò l'uso del marchio Emerson dalla casa americana e affittò l'altro marchio DuMont.

### L'epoca Borghi e l'azienda di Siena (1969-1977)
Nel 1969, Campagnano detentore del 49% delle quote di Emerson, cedette le medesime all'imprenditore milanese Giovanni Borghi. Il Borghi, l'anno seguente, nel 1970, rilevò anche le quote possedute da Saccardi, con il quale erano sorti contrasti in merito alla realizzazione di un secondo impianto produttivo. Emerson, sotto la proprietà del Borghi crebbe sia in termini economico-finanziari e produttivi, che di addetti, divenendo così una delle principali realtà italiane dell'elettronica: nel 1972 assieme alla Geloso di Milano e alla IREL di Genova, costituì un consorzio denominato Fabbriche Italiane Riunite Elettroniche e Meccaniche (FIREM), con sede nel capoluogo ligure, e presieduto da Borghi. L'anno seguente, nel 1973, il medesimo lasciò la carica di presidente di Emerson per affidarla al figlio Guido.
Notevole fu la crescita del fatturato dell'azienda toscana, che passò dai circa 8 miliardi di lire del 1973 ai quasi 50 miliardi del 1978, in controtendenza rispetto alle altre imprese nazionali del settore, che a cominciare dalla seconda metà degli anni settanta andarono incontro a difficoltà dovute a cali di fatturato e contrazione di quote di mercato. La contrazione delle quote di mercato era principalmente dovuta all'introduzione della televisione a colori avvenuta in Italia in ritardo rispetto agli altri paesi europei, che impediva di poter costruire gli apparecchi predisposti: in tale contesto, Emerson si distinse avviando la produzione dei televisori a colori già nel 1974.
Nel 1977, fu inaugurato il nuovo stabilimento costruito a Siena, in località Isola d'Arbia, un moderno impianto destinato alla produzione dei televisori a colori, presso cui trovarono impiego circa 550 persone, che si aggiungevano alle 130 impiegate nello stabilimento fiorentino.

### L'entrata nel capitale della Sanyo e lo stop alla produzione (1978-1980)
Nel 1978, si profilò una crisi finanziaria che si concluse con l'entrata di un nuovo socio, la multinazionale giapponese Sanyo, la quale acquisì il 34% del capitale. Attraverso questa operazione, Emerson acquisì nuove tecnologie e avviò produzioni integrate con telai Sanyo ed estetica propria, mentre per Sanyo lo scopo era facilitare l'ingresso dei suoi prodotti nel mercato europeo. L'ingresso del nuovo socio straniero, portò all'avvio della commercializzazione da parte di Emerson di calcolatori e impianti stereofonici ad alta fedeltà con marchio proprio, prodotti dalla Sanyo e destinati al mercato italiano ed europeo.
La cooperazione tra Emerson e Sanyo fu di breve durata, poiché tra i due soci sorsero molte incomprensioni e tale situazione fece sprofondare l'azienda in una grave crisi: nel 1980, l'azienda toscana accumulò perdite per 5 miliardi di lire, pervenne alla liquidazione alla fine dello stesso anno con tentativo di concordato preventivo per ridurre i debiti ed evitare il fallimento, e poi fu sottoposta ad amministrazione controllata.

### Il marchio Emerson dopo la chiusura (1981-2001)
Mentre perdurava la liquidazione e il concordato preventivo, venne costituita la Nuova Emerson S.p.A. che tentò il rilancio, proponendo un'associazione con Indesit e Voxson, e tentando successivamente di entrare nella REL, piano nazionale per la ristrutturazione delle aziende del settore elettronico istituito nel 1982 dal Ministero dell'Industria, da cui fu esclusa.
Nel 1985 vi fu l'interesse di un altro colosso giapponese dell'elettronica, la Pioneer, per acquistare marchio e stabilimenti dell'azienda toscana, che non portò però a nulla di concreto.
Lo stabilimento di Siena e il marchio Emerson furono rilevati nel 1988 dalla Ultravox Siena, società partecipata tra la milanese Ultravox e la REL. Questa azienda è stata attiva fino al 1999, quando dovette chiudere per fallimento, e successivamente lo stabilimento passò ad una newco controllata dalla tedesca Galaxis Holding GmbH che ne proseguì l'attività, la Galaxis Produzione S.p.A., che a sua volta fallirà nel 2001.

## Informazioni e dati
Emerson Electronics S.p.A., azienda con sede legale a Firenze, e due stabilimenti di produzione a Firenze e Siena, produceva televisori a marchio Emerson e commercializzava con il medesimo altri tipi di prodotti, quali videoregistratori, impianti hi-fi e calcolatori. 
Nel 1979, l'azienda contava 836 dipendenti nei due stabilimenti, e realizzò un fatturato di 57,5 miliardi di lire ed una perdita d'esercizio di 58 milioni. Nel mercato dei televisori, Emerson era quarta in Italia dopo Philips, Grundig e Telefunken, e la vendita di tali prodotti costituivano il 90% del suo fatturato. Il 20% delle vendite dei televisori avveniva all'estero, gran parte delle quali nella Germania Ovest.

## Sponsorizzazioni
Emerson è stata sponsor della Pallacanestro Varese nelle stagioni 1978-79 e 1979-80.